# Beatriu de Xèrica i d'Arborea
Beatriu de Xèrica i d'Arborea (? - 1373) era una de les filles de Pere de Xèrica i Bonaventura d'Arborea. Quan el 1362 va morir el seu pare sense fills legítims el seu germanastre Joan Alfons (fruit d'una relació extramatrimonial) va aprofitar la situació política per aconseguir ser nomenat hereu dels Xèrica. Ella mateixa juntament amb la mare vídua i les germanes van protestar la decisió reial, que va ser replantejada el 1364: ella fou designada com a hereva i va rebre la baronia de Cocentaina, mentre que Joan Alfons va rebre la baronia de Xèrica. Un any abans de morir, Beatriu va cedir la baronia a la seva tieta Beatriu senyora de Marchena.
En el moment en què també va morir la mare, les últimes filles de la dinastia Xèrica van pledejar entre elles pel migrat patrimoni que els quedava vers el 1377. Quan elles van morir la vila de Xelva va quedar per la Corona, que la va donar a Pere Lladró de Vilanova, qui havia estat nomenat vescomte de Vilanova i de Xelva.